# Ezemaal
Ezemaal is een dorp in de Belgische provincie Vlaams-Brabant en een deelgemeente van Landen. Het dorp ligt aan de Kleine Gete. Ezemaal was een zelfstandige gemeente tot aan de gemeentelijke herindeling van 1971.

## Toponymie
De plaats werd in 1066 vermeld als Hisemale en in 1080 als Esemal.
Het toponiem Ezemaal is mogelijk een samenstelling uit "hees" (bos van kreupelhout) en "maal" (moerassige grond, maar ook "helling" zoals in Orsmaal). De betekenis van de naam kan dan ook samengevat worden als moerassige plek in het kreupelhoutbos of helling in het kreupelhoutbos.

## Geschiedenis
Onder het ancien régime was Ezemaal een zelfstandige heerlijkheid. Juridisch viel het onder de meierij van Geten, in het kwartier van Leuven van het hertogdom Brabant. Na de Franse invasie werd Ezemaal (toen als Esmael gespeld) als gemeente ingedeeld bij het kanton Hoegaarden van het Dijledepartement. Dit departement werd nadat de Fransen verdreven waren omgevormd tot de provincie Zuid-Brabant, de latere Belgische provincie Brabant.

## Bezienswaardigheden
- De Sint-Aldegondiskerk
- De Sint-Jobkapel uit het begin van de 18de eeuw
- Longa, een historische holle weg.

## Natuur en landschap
Ezemaal ligt aan de Kleine Gete op een hoogte van 47-75 meter. Er zijn een aantal holle wegen waar de Longa er één van is.

## Demografische ontwikkeling
- Bronnen:NIS, Opm:1831 tot en met 1970=volkstellingen; 1976 = inwoneraantal op 31 december

## Verkeer en vervoer
Op spoorlijn 36 bevindt zich het station Ezemaal.

## Nabijgelegen kernen
Eliksem, Laar, Neerheylissem, Hakendover
Deelgemeenten: Attenhoven · Eliksem · Ezemaal · Laar · Landen · Neerlanden · Neerwinden · Overwinden · Rumsdorp · Waasmont · Walsbets · Walshoutem · Wange · Wezeren

Belgische gemeenten · Arrondissement Leuven · Vlaams-Brabant · Vlaanderen